# 狭叶咖啡
狭叶咖啡（学名：Coffea stenophylla）为茜草科咖啡属下的一个种。其种加词“Stenophylla”意为“窄叶的”。
截至 2020 年，它尚未進行商業化種植，因為其產量低、果實小，不如阿拉比卡咖啡和羅布斯塔咖啡這兩種經濟上占主導地位的咖啡品種。
目前正在進行研究，以評估商業化種植的感官和農藝效益，作為擴大全球咖啡種群遺傳多樣化和增強對氣候變遷和作物病害壓力的適應能力的一種方法。

## 描述
C. stenophylla原產於西非國家幾內亞、科特迪瓦、賴比瑞亞和塞拉利昂。這種植物可以生長為灌木或喬木，高度可達 20 英尺，是一種耐熱的咖啡樹種。
成熟的C. stenophylla漿果呈現深紫色，而C. arabica漿果成熟時則變成紅色。
它具有與阿拉比卡咖啡相當的風味，被描述為複雜而天然的甜味，具有中高酸度、果味和良好的口感。

## 字源
此種加詞源自希臘文：stenos（狹窄）和phyllon（葉子），意思是「窄葉的」。

## 歷史
C. stenophylla由瑞典植物學家亞當·阿夫澤利烏斯（Adam Afzelius）於 18 世紀發現，並由蘇格蘭植物學家喬治·唐（George Don）首次發表。
1894 年，塞拉利昂副總督威廉·H·奎爾·瓊斯爵士獲得了種子樣本。該植物由皇家植物園邱園培育，樣本被送往特立尼達。
特立尼達皇家植物園園長JH Hart, FLS於1898年報告稱，這些植物在種植四年後首次結出果實。他形容煮出來的咖啡味道極佳，堪比最上等的阿拉比卡咖啡。
C. stenophylla 的果實較小，與商業主導品種相比產量較低，因此在全球咖啡生產中並未廣泛應用。[ 3 ] 2018 年的實地研究表明，C. stenophylla目前尚未進行商業化種植，並開展了尋找活體樣本的搜尋工作。最終在 2019 年和 2020 年找到了野生的樣本。該野生族群目前正在進行繁殖，以備將來的感官和農業評估以及物種保護之用。

## 未來用途
英國皇家植物園邱園咖啡研究主管Aaron Davis表示， C. stenophylla的種植可以進一步豐富世界各地咖啡種植的基因組合。進一步的多樣化被認為是增強咖啡對氣候變遷以及銹病等全球作物病害壓力的抵禦能力所必需的。
研究發現， C. stenophylla在低海拔地區（約 150 公尺）具有良好的農藝性狀。這可以擴大咖啡種植的潛在面積，咖啡種植區域通常位於海拔 800 公尺及以上。
它被發現是一種耐熱物種，一些科學家認為它可以幫助減少氣候變遷對咖啡農的影響。

## 威脅
儘管它在西非大部分地區都有小規模種植，但由於過去幾十年來在上幾內亞森林的原生範圍內嚴重的森林砍伐和棲息地破碎化，它仍然被IUCN 紅色名錄列為易危物種，這可能會影響野生族群。